# Hinojosa del Duque
Hinojosa del Duque – miasto i gmina w Hiszpanii, we wspólnocie autonomicznej Andaluzja. W 2007 liczyło 7 506 mieszkańców.